# Clossiana obsoleta
Clossiana obsoleta är en fjärilsart som beskrevs av Tutt 1896. Clossiana obsoleta ingår i släktet Clossiana och familjen praktfjärilar. Inga underarter finns listade i Catalogue of Life.